# Anna Retmaniak
Anna Warzecha-Retmaniak (ur. 1 stycznia 1928, zm. 7 lipca 2019) – polska reportażystka i dziennikarka radiowa, autorka audycji kulturalnych. Honorowa członkini ZASP.

## Życiorys
Studiowała dziennikarstwo na Uniwersytecie Warszawskim, zdobyła tytuł magistra po obronie pracy dyplomowej pt. „Źródła informacji prasowej w latach 1853–1863”.
Karierę zawodową rozpoczęła w trakcie studiów, dołączając do zespołu przygotowującego audycję Muzyka i aktualności w Programie I Polskiego Radia. Następnie pracowała w radiowej redakcji Warszawskiej Fali, w której zajmowała się głównie tematyką społeczną i wydarzeniami z życia stolicy. Później współtworzyła magazyn Z kraju i ze świata, w którym również podejmowała problematykę społeczną. W 1960 dołączyła do Naczelnej Redakcji Literackiej Polskiego Radia, w której przygotowywała audycje Z teatralnego afisza i Pięć minut o teatrze. Na początku lat 60. rozpoczęła prowadzenie autorskiej audycji Konfrontacje — czyli dyskusje o literaturze i sztuce. Od 1968 przez kolejne ponad 40 lat prowadziła autorską audycję Portret słowem malowany, w której przedstawiała wybitne postaci polskiego teatru i filmu. Stworzyła także audycje: Gdy zgasną światła rampy, Zderzenia, Moje noce, Scena i ekran i Spoza widowni.
W 1972 została laureatką nagrody Złoty Mikrofon za „wytrwałą działalność w zakresie informacji kulturalnej oraz za cykle audycji »Konfrontacje« i »Portret słowem malowany«”. W 1984 otrzymała Złoty Krzyż Zasługi, w 1988 – Nagrodę Przewodniczącego Komitetu ds. Radia i Telewizji za twórczość oraz działalność radiową i telewizyjną, a w 2005 – Nagrodą im. Witolda Hulewicza dla najlepszego dziennikarza radiowego. W 2011 została uhonorowana Krzyżem Komandorskim Orderu Odrodzenia Polski. W 2013 została laureatką Honorowego Wielkiego Splendora za „a całokształt dorobku w dziedzinie twórczości radiowej”.
Wielokrotnie zasiadała w jury Ogólnopolskiego Festiwalu Komedia Talia w Tarnowie. Napisała dwie książki autobiograficzne: „Zapomniany smak tryskawek” (1994) i „Portret słowem malowany” (2013). 9 grudnia 2013 w Studiu Koncertowym Polskiego Radia im. Władysława Szpilmana w Warszawie odbył się benefis 60-lecia kariery zawodowej Anny Retmaniak.
Została pochowana 15 lipca 2019 na Cmentarzu Wojskowym na Powązkach w Warszawie.
Z mężem, Tadeuszem, miała syna, Tomasza.